# Бесплатное ремесленное караимское училище для детей всех званий имени С. Когена

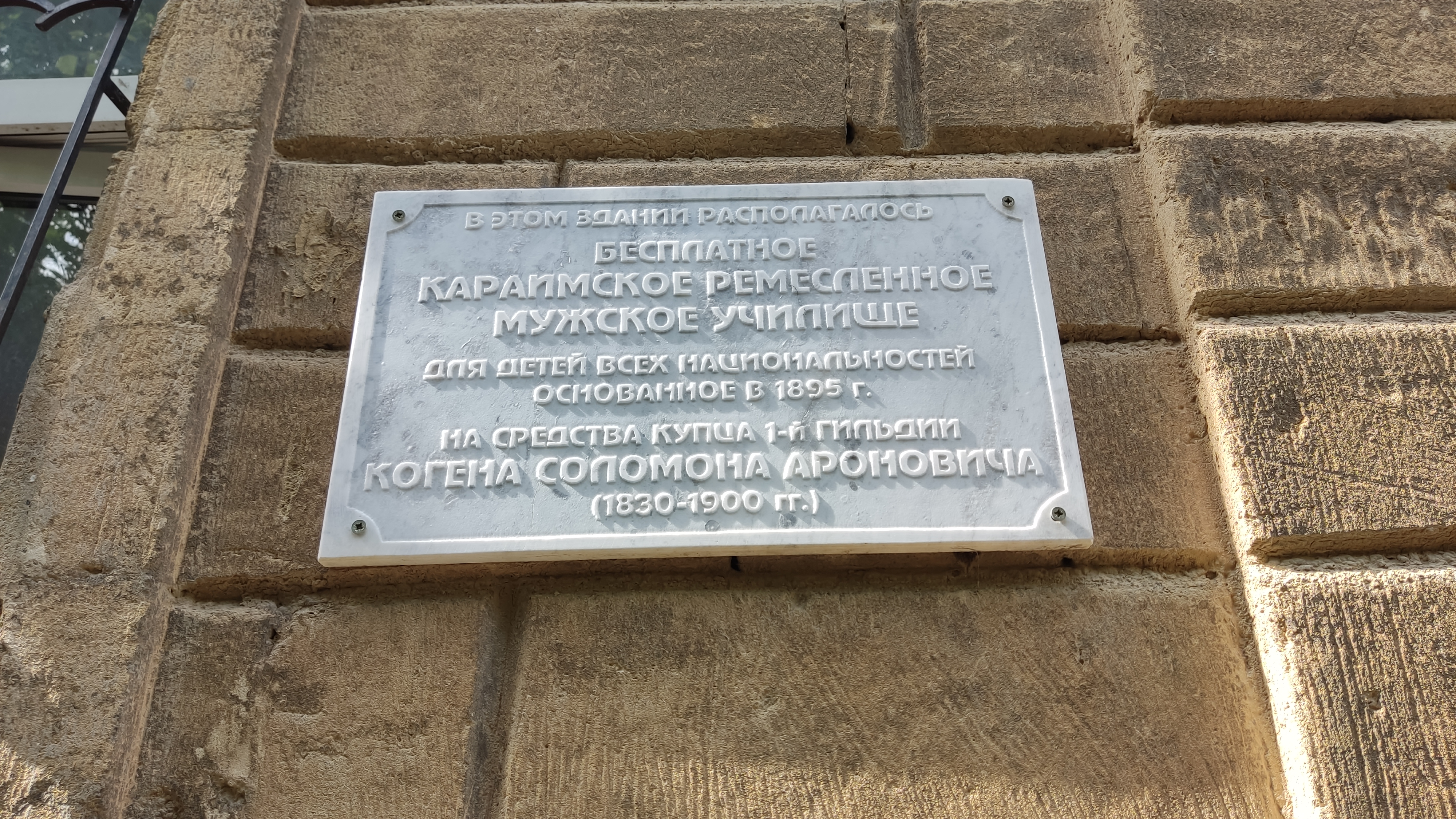
Памятная табличка на здании школы

Бесплатное ремесленное караимское училище для детей всех званий — национальное караимское шестиклассное учебное заведение, которое действовало в Евпатории с 1895 до 1919 гг. Это училище было ориентировано на получение небогатой караимской молодёжью рабочих специальностей.
Училище основал Соломон Аронович Коген, крупный киевский табачный фабрикант, уроженец Евпатории. В отличие от городских народных училищ Министерства народного просвещения, вместо христианского вероучения и церковнославянского языка преподавалось караимское вероучение и древнееврейский язык.
Специально для училища было построено здание с хорошо оборудованными ремесленными мастерскими: слесарно-кузнечной, столярной, колёсной, токарной по дереву и металлу, чугунно-литейной. После закрытия училища мастерские перешли к трамвайному парку.
Находится по адресу: Евпатория, ул. Володарского, 13. На здании установлена памятная доска.